# Фоггорн Леггорн
Фоггорн Леггорн (англ. Foghorn Leghorn) — персонаж мультфильмов серии Looney Tunes компании Warner Brothers. Был придуман в 1946 году Робертом МакКимсоном и появился в период с 1946 по 1963 год в 28 мультфильмов, каждый из которых был создан МакКимсоном.
Персонаж представляет собой большого и толстого петуха породы леггорн, живущего на ферме в Техасе, разговаривающего с южным акцентом и отличающегося довольно непостоянным характером. Сюжеты практически всех мультфильмов с его участием построены на противостоянии с живущим на той же ферме псом Барнардом Догом: оба персонажа постоянно устраивают друг другу всевозможные подлости и ловушки. Тем не менее в первых мультфильмах о персонаже его противником выступал комичный маленький ястреб по имени Хенери Хоук.
По наиболее распространённой версии, Фоггорн Леггорн был создан как пародия на сенатора Клэггорна, южанина, являвшегося популярным персонажем радиошоу Фреда Аллена в 1940-х годов, и именно поэтому он разговаривает с южным акцентом и часто повторяет использовавшуюся в тех постановках фразу «Ah say» (в русских переводах мультфильмов — «ну да»). По мнению Сюзан Скайер, образ Леггорна напоминает политика Юга эпохи Реконструкции.